# Tutin
Tutin (in serbo Тутин?) è una città e una municipalità del distretto di Raška nel sud-ovest della Serbia centrale, al confine con il Montenegro e il Kosovo.